# Barrage de la Meuse
Le barrage de la Meuse est un barrage hydroélectrique sur le fleuve Hérault, géré par Gignac Energie, entreprise locale de distribution (ELD) qui distribue aussi l'électricité sur la commune de Gignac.

## Historique
Le projet d'acheminer l'eau du fleuve jusqu'au village est né dans les années 1850. Un système de pompage reposant sur l'utilisation d'une roue à aubes appelée localement "Meuse" est installé en 1857. Un demi-siècle plus tard, après avoir fait évoluer le système de pompage, la commune installe un système hydroélectrique qui permet d'électrifier le village à partir de 1912, malgré de multiples difficultés politiques, financières et techniques. Cette usine sert les besoins de la commune jusqu'à ce que la digue et une partie du canal d'amenée d'eau s'effondre en 1963. 
Le barrage actuel est daté de 1984.

## Le musée
Depuis 2011 des visites sont proposées au public. Plusieurs espaces ont été créés dans les bâtiments de l'ancienne usine hydroélectrique, : 
- un espace de découverte sur la production et le transport de l’électricité
- un espace éducatif sur les usages de l'eau

- un élément patrimonial de la vallée de l’Hérault

## Autres activités
Le barrage est également un site de pêche reconnu.